# Zeuxine pantlingii
Zeuxine pantlingii là một loài thực vật có hoa trong họ Lan. Loài này được Av.Bhattacharjee & H.J.Chowdhery mô tả khoa học đầu tiên năm 2006.